# Euphrasia genargentea
Euphrasia genargentea är en snyltrotsväxtart som först beskrevs av Feoli, och fick sitt nu gällande namn av S. Diana Corrias. Euphrasia genargentea ingår i släktet ögontröster, och familjen snyltrotsväxter. Inga underarter finns listade i Catalogue of Life.